# Paul Coffey

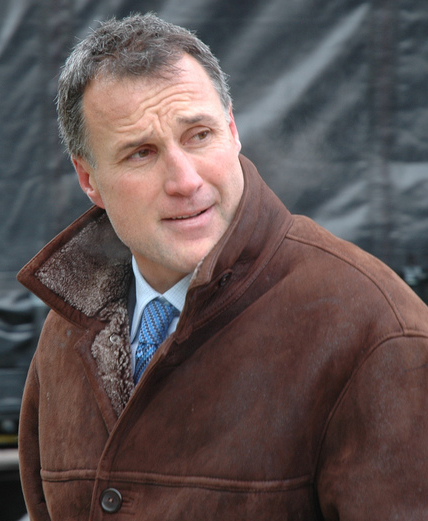
Paul Douglas Coffey (Toronto; 1 de junio de 1961) es un defensor profesional retirado del hockey sobre hielo canadiense que jugó en nueve equipos de la NHL. Nació en el barrio de Weston, Toronto (Ontario

Paul Douglas Coffey (Toronto; 1 de junio de 1961) es un defensor profesional retirado del hockey sobre hielo canadiense que jugó en nueve equipos de la NHL. Nació en el barrio de Weston, Toronto (Ontario).

## Carrera
Paul jugó 7 temporadas con Edmonton, 5 temporadas con Pittsburgh, 2 temporadas con Los Ángeles, 4 temporadas con Detroit, 1 temporada con Hartford, 1 temporada con Filadelfia, 2 temporadas con Raleigh, Carolina del Norte, y 1 temporada con Boston.

### Estadísticas
Altura: 6'0". Su carrera fue de 1409 partidos jugados, 396 goles, 1135 asistencias, 1531 puntos, 294 +/- , 1802 minutos de sobra y Paul jugó 1977- 2001.